# Antaxius pedestris
Antaxius pedestris är en insektsart som först beskrevs av Fabricius 1787.  Antaxius pedestris ingår i släktet Antaxius och familjen vårtbitare.

## Underarter
Arten delas in i följande underarter:
- A. p. apuanus
- A. p. pedestris

## Bildgalleri

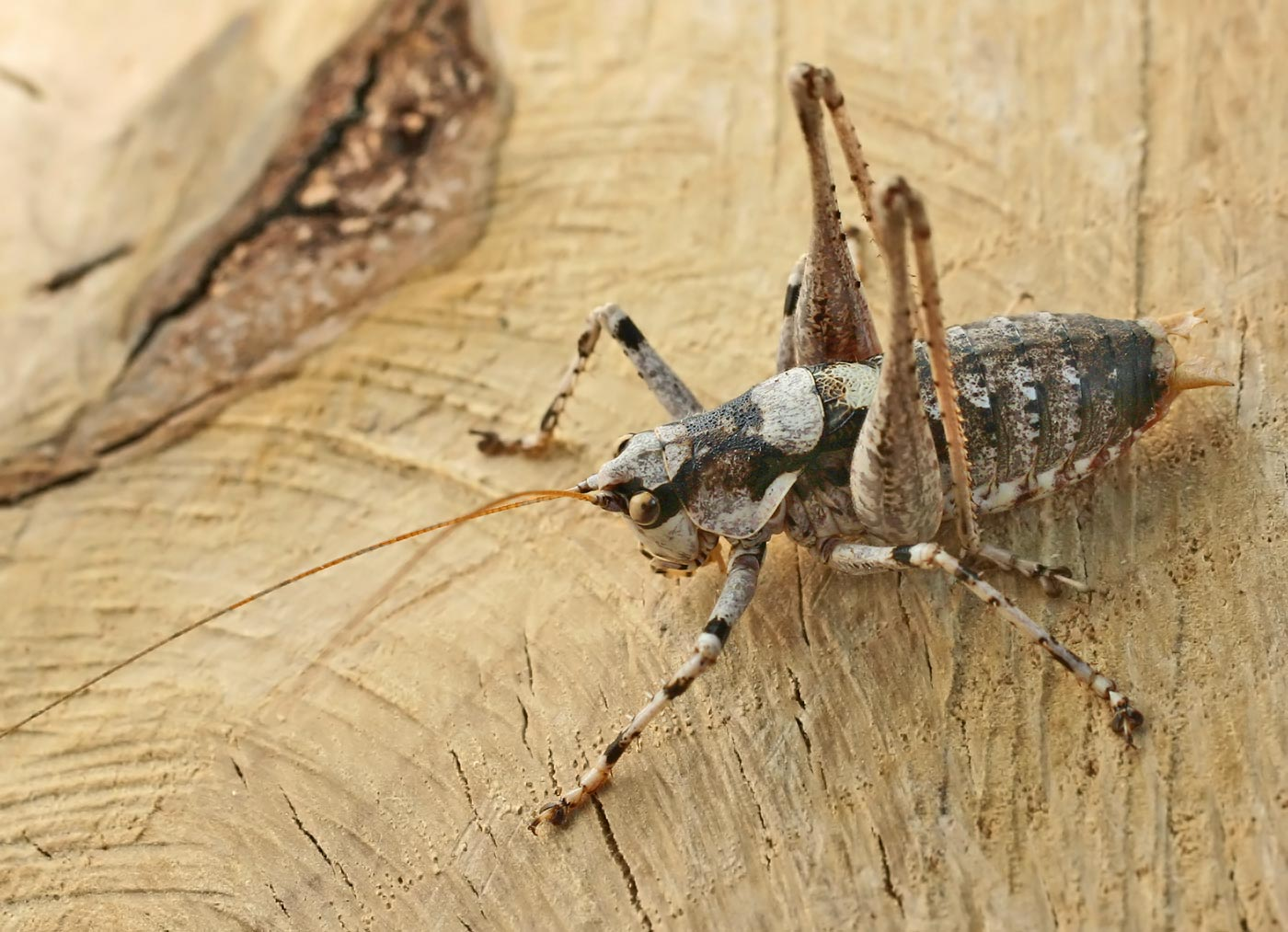
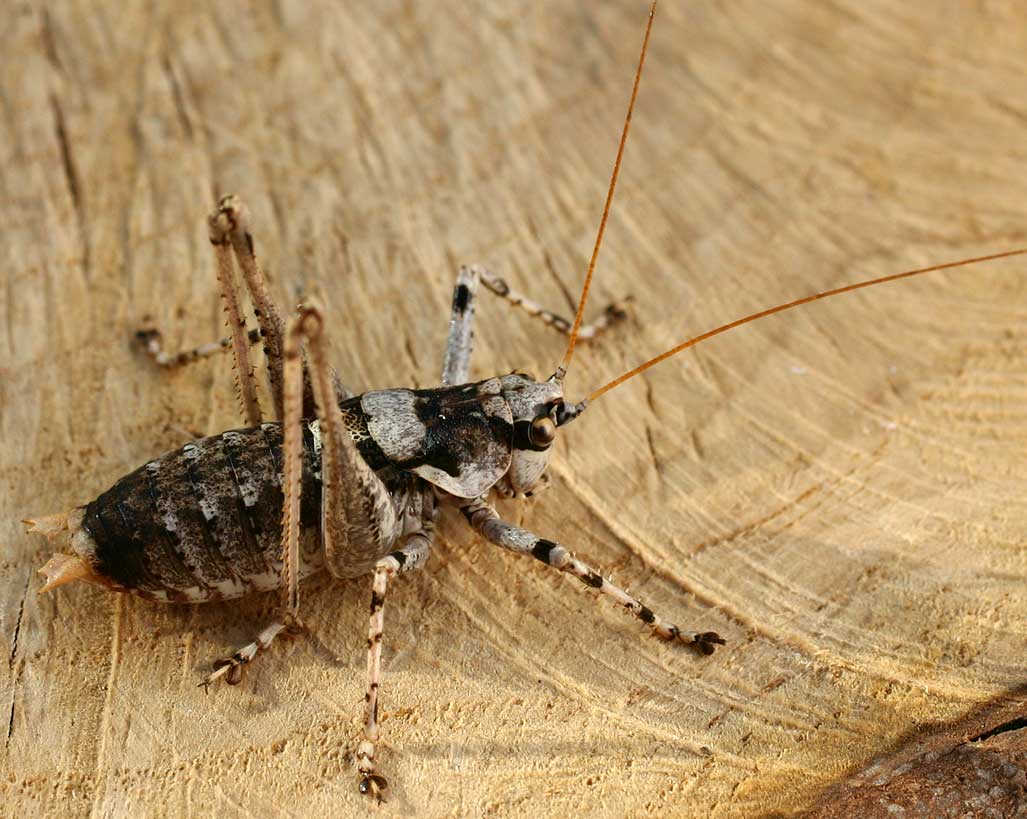
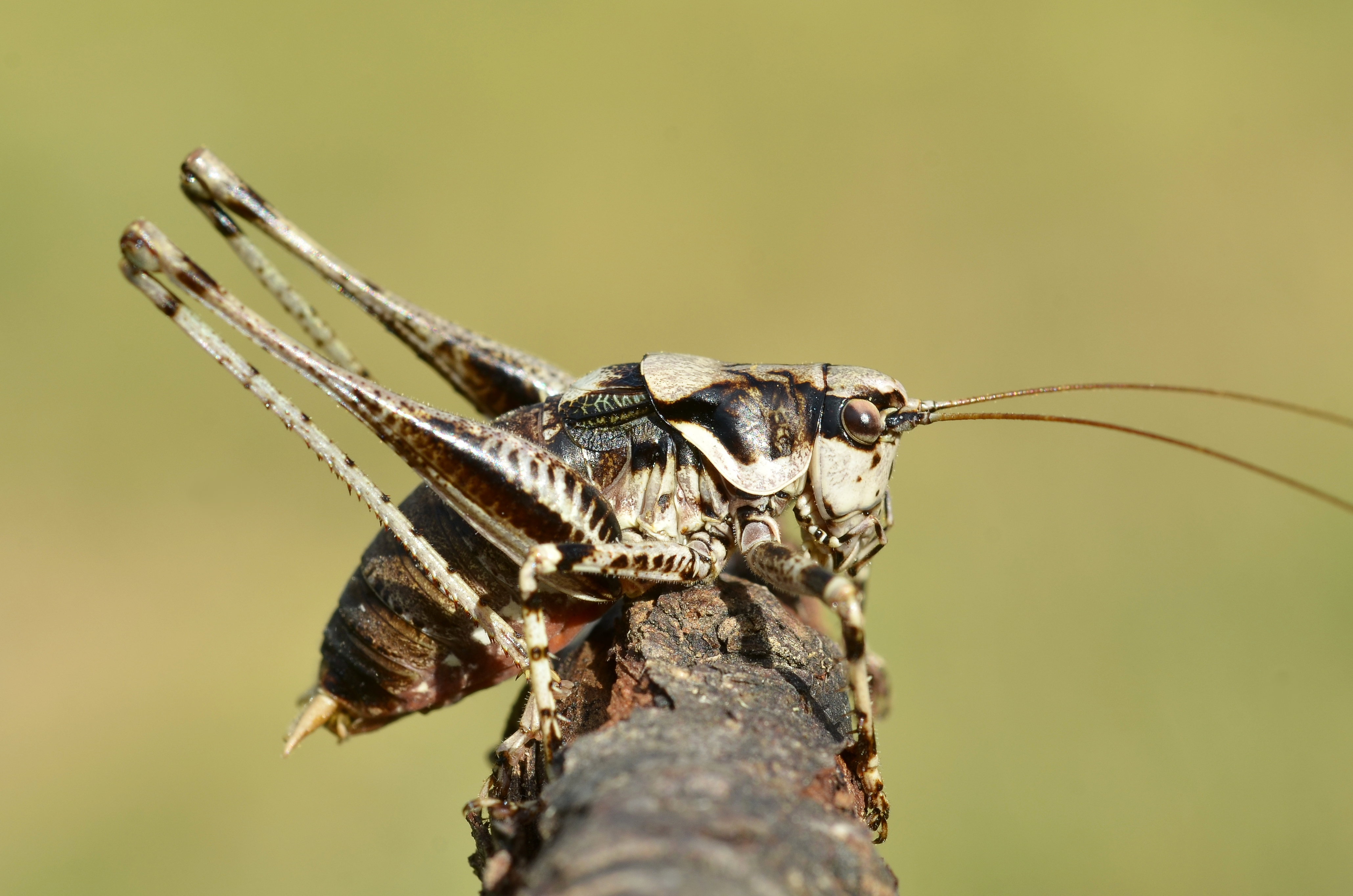
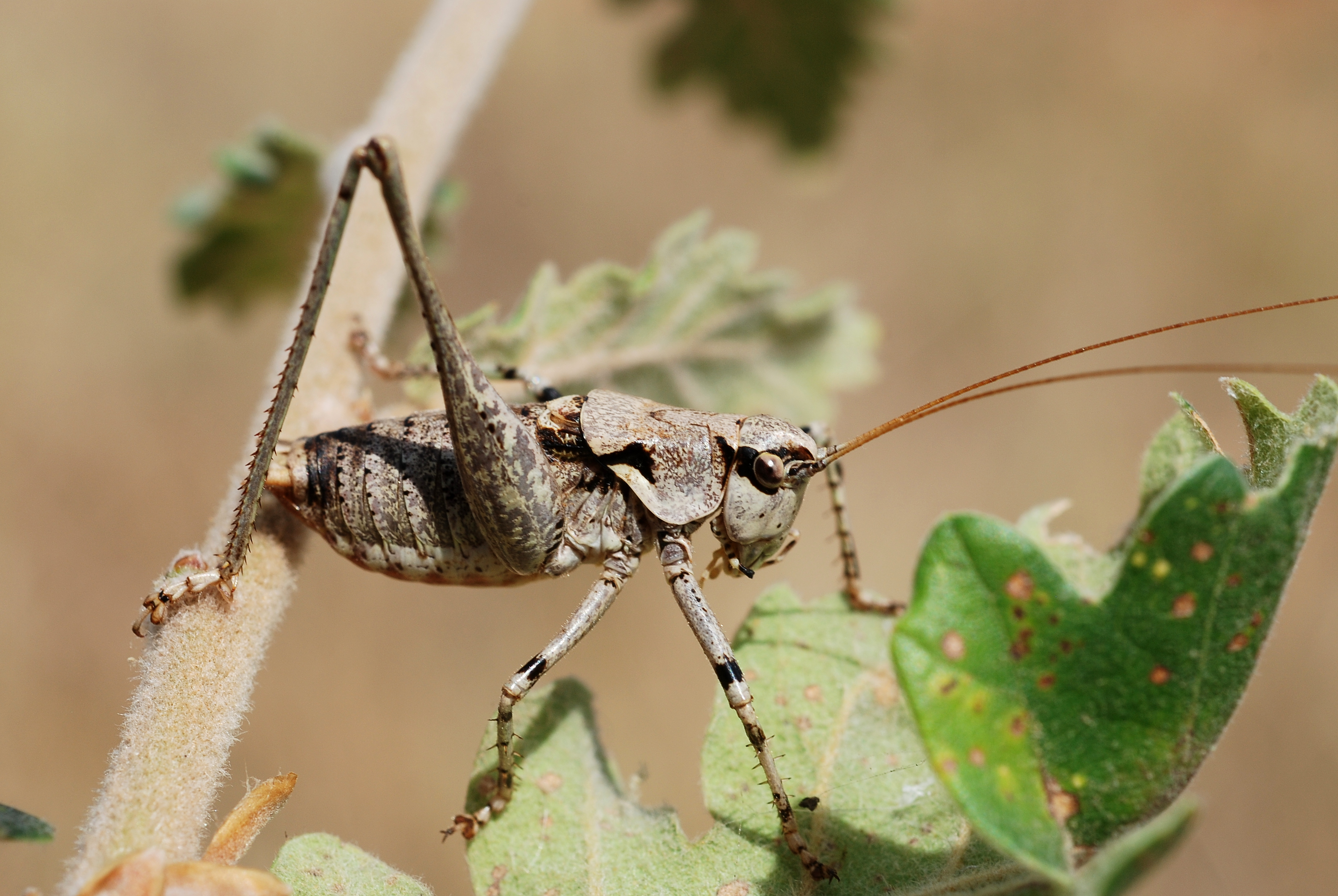
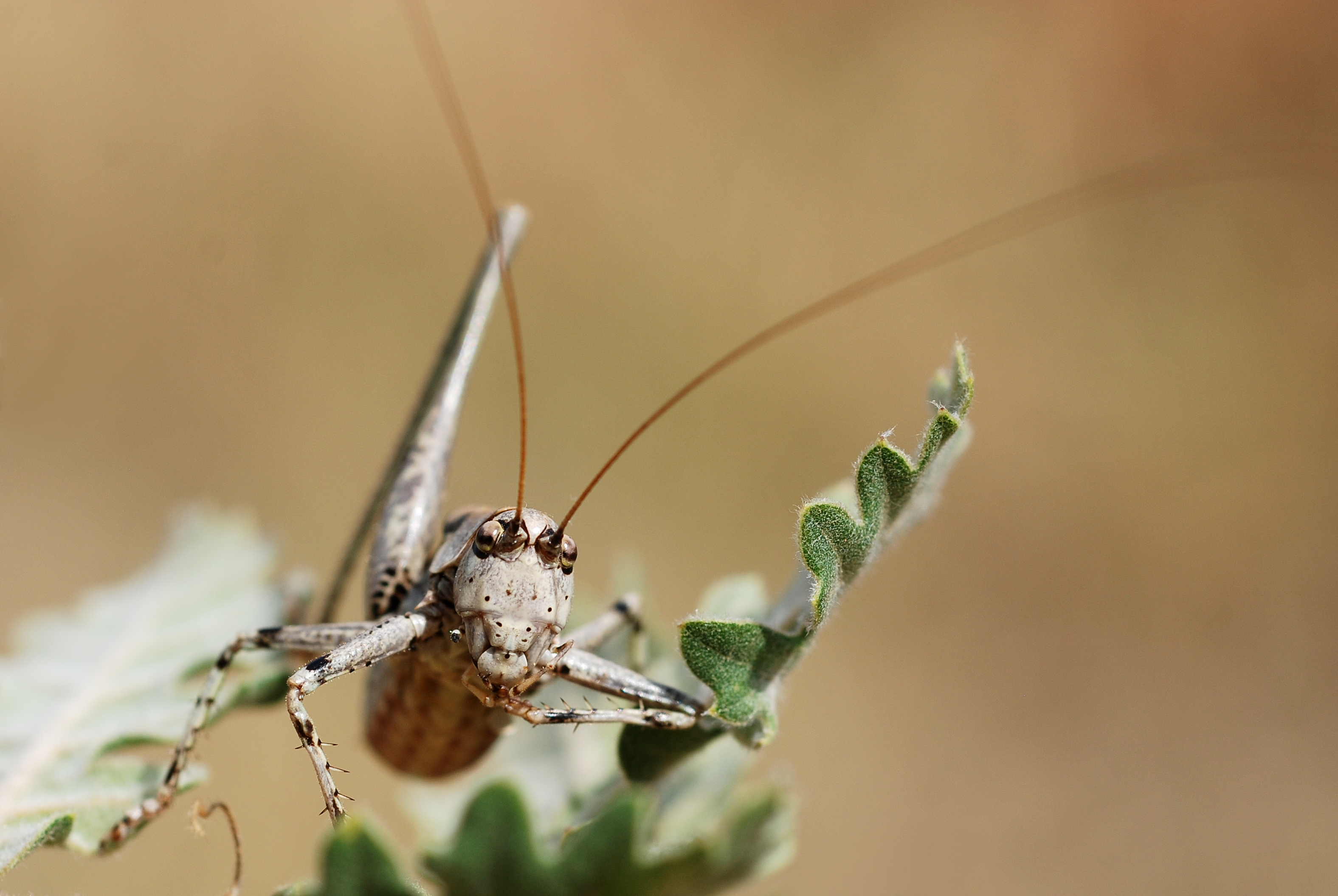